# 주안 베르두
주안 베르두 페르난데스(Joan Verdú Fernández, 1983년 5월 5일~ )는 스페인의 축구 선수이다. 2002년 'FC 바르셀로나' 입단하여 데뷔하였고 같은해 스페인 U-20 청소년대표로 활약했다. 데포르티보 라 코루냐, RCD 에스파뇰, 레알 베티스, 바니야스 SC, ACF 피오렌티나, 레반테, 칭다오 황하이를 거쳐 CF 몬타네사에서 미드필더로 있다.